# ツマンスキー RD-9

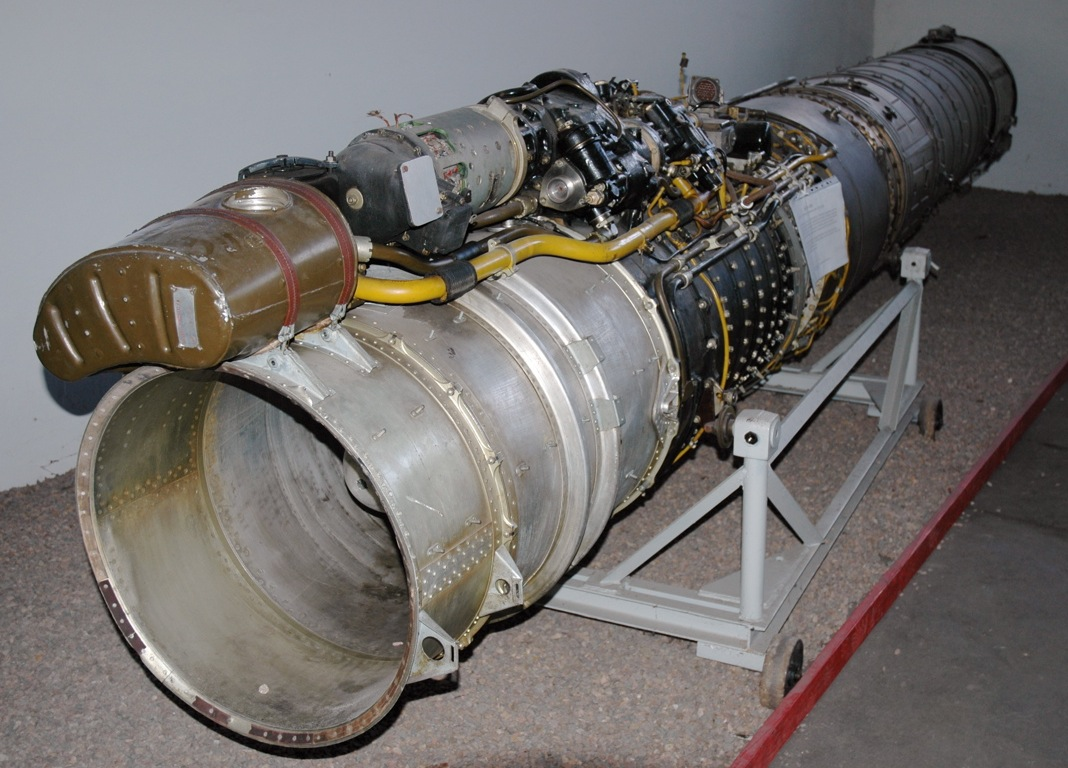
RD-9B

ツマンスキー RD-9はソビエト連邦が初めて独自開発したターボジェットエンジンである。
ミクーリン AM-5を基に高亜音速に対応した新型の圧縮機を使用している。エンジンは1953年に完成した。推力はアフターバーナーを使用せずに2,600 kgf（5,732 lb）である。1956年、ツマンスキーはミクーリン設計局の主任技師の座を受け継ぎ、エンジンはRD-9に改名された。

## 派生型と搭載機
RD-9A・RD-9AK
アフターバーナーを使用しない派生型でYak-25 とYak-26に搭載
RD-9AF-300・RD-9AF2-300
アフターバーナー付でYak-27 とYak-28に搭載
RD-9B
アフターバーナー付でMiG-19前期型に搭載
RD-9BF-811
アフターバーナー付でMiG-19後期型に搭載
RD-9Bは1958年から1959年にかけて東ドイツ（当時）の民間旅客機計画であるバーデ 152に使用された。独自開発のピルナ 014が入手できるようになるとこれに換装された。しかし1961年、東ドイツの全ての新型航空機開発計画は政治的理由で中止させられた。

## 仕様 (RD-9BF-811)
- 種類:アフターバーナー付ターボジェット
- 全長:5,560 mm (219 in)
- 直径:670 mm (26 in)
- 重量:725 kg (1,600 lb)
- 圧縮機:軸流式
- 推力 (ミリタリーパワー):3,000 kgf (6,600 lbf, 29 kN)
- 推力 (アフターバーナー使用時):3,750 kgf (8,300 lbf, 37 kN)
- 燃料消費率 (ミリタリーパワー):104 kg/(h·kN) (1.02 lb/(h·lbf))
- 燃料消費率 (アフターバーナー使用時)169 kg/(h·kN) (1.66 lb/(h·lbf))
- 推力重量比:50.8 N/kg (5.2:1)